# كلاي باركر
كلاي باركر (بالإنجليزية: Clay Parker)‏ هو لاعب كرة قاعدة أمريكي، ولد في 19 ديسمبر 1962 في كولومبيا في الولايات المتحدة.

## وصلات خارجية
- كلاي باركر على موقعبيزبول رفرنس.كوم (الدوري الرئيسي) (الإنجليزية)
- كلاي باركر على موقعبيزبول رفرنس.كوم (الدوري الثانوي) (الإنجليزية)